# Brigade de Tulkarem
La brigade de Tulkarem (en arabe : تيبة طولكرم (Kateebat Ṭūlkarm)) également appelées bataillon de Tulkarem est une unité combattante palestinienne en Cisjordanie occupée par Israël.
Elle est affiliée à diverses factions politiques palestiniennes. La brigade de Tulkarem est apparue en mars 2022 dans la ville palestinienne de Tulkarem en Cisjordanie et elle est basée dans la ville de Tulkarem et ses camps. Le bataillon a été créé à la fin 2021 en tant que groupe pour les Brigades Al-Qods, bien qu'il soit devenu indépendant enmars 2022 avec son fondateur Saif Abu Labdeh. De nombreux combattants des Brigades Izz al-Din al-Qassam ont rejoint ce groupe et, début 2023, de nombreux membres des Brigades des martyrs d'Al-Aqsa ont rejoint le bataillon sous le nom de « Groupe de réaction rapide » fondé par Amir Abu Khadijeh.